# 艋舺公園
25°2′9.6″N 121°29′59.7″E / 25.036000°N 121.499917°E
艋舺公園位於臺灣臺北市萬華區，是臺北市境內眾多公園之一。

## 命名
艋舺公園位於萬華區，原名萬華十二號公園，取萬華原地名「艋舺」為名。艋舺亦作「文甲」、「蟒甲」、「蚊甲」、「莽葛」，意為獨木舟或獨木舟聚集處，為臺灣原住民語「Moungar」之音譯。古代萬華為原住民乘獨木舟於萬華一帶貿易運輸，漢人遂以艋舺為地名。

## 地理位置
公園北面隔廣州街與艋舺龍山寺相接；西面為西園路，南面隔和平西路三段與龍山商場、萬華區行政大樓相望；東隔和平西路三段109巷，與西三水街市場相望。

## 歷史
1740年（乾隆5年）艋舺龍山寺完工，由於風水上地形為「美人穴」，遂於寺前開鑿一蓮花池，形成所謂「美人照鏡」。
1924年（大正13年）艋舺龍山寺整修，並於此地興建公園，以龍身噴水池作為鏡池。
1927年（昭和2年）開園，稱為龍山寺公園，為眾多臺北市戰前規劃的大型都會公園之一。
1992年（民國81年），台北市政府回復該用地為民俗公園。
1995年（民國84年），市府委託羅墀璜建築師事務所規劃本公園。
1999年（民國88年）2月14日開工動土，由馬英九市長主持。費時6年，
2005年（民國94年）1月22日啟用。

## 空間使用
地下一、二樓為地下街。
地下三、四樓為停車場。
北側為星象誌。

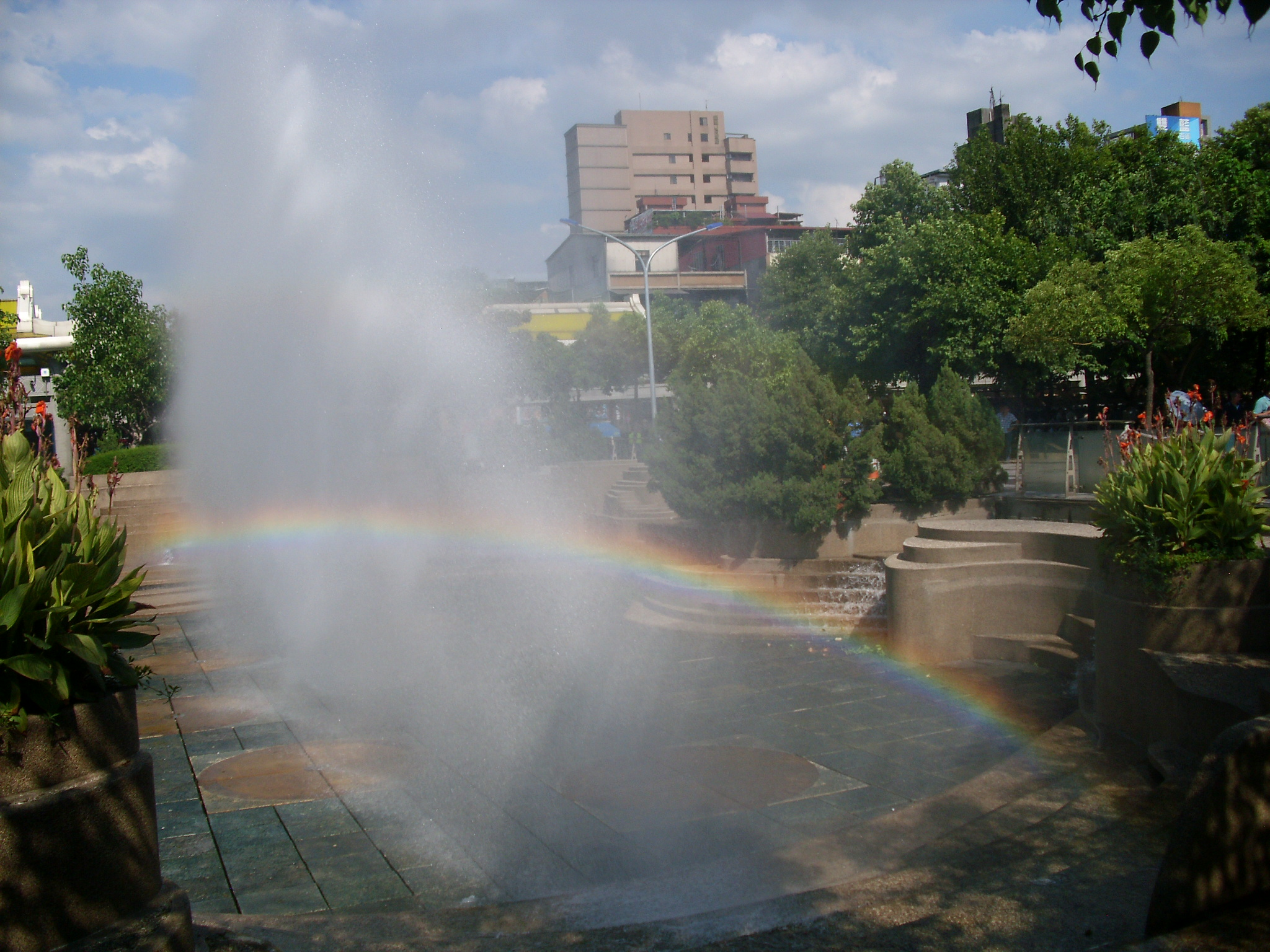
美人照鏡池水舞

南側為捷運龍山寺站、台北市公共自行車租賃系統捷運龍山寺站（1號出口）租借站。
西側為地下停車場車道出入口。
側其餘三面由ㄩ字型的迴廊。
中央為公園樹木綠地區；取艋舺龍山寺之龍字，作為設計要素；並設有龍型船雕塑（位於迴廊）、美人照鏡池（位於星象誌旁，又名佛祖之鏡）等藝術作品。

## 三大廣場
本公園有三大廣場
- 廟埕廣場
- 西三水街廣場
- 南側廣場

## 外部連結
- 艋舺公園  臺北旅遊網 （页面存档备份，存于）
- 艋舺公園 - 公園走透透